# Five Points (Alabama)
Five Points – miasto w Stanach Zjednoczonych, w stanie Alabama, w hrabstwie Chambers. W roku 2023 miasto zamieszkiwało 117 osób, a gęstość zaludnienia wynosiła 43,3 osoby/km².